# Can you feel my heart
「Can you feel my heart」（キャン・ユー・フィール・マイ・ハート）は、2021年（令和3年）4月21日よりデジタル配信された倉木麻衣の楽曲である。

## 背景
「Can you feel my heart」は、2021年3月に発表された「ZEROからハジメテ」に続く、倉木の2021年2枚目の配信シングルである。
本楽曲はテレビ東京系ドラマ作品『ラブコメの掟〜こじらせ女子と年下男子〜』の主題歌として書き下ろされた。倉木がテレビドラマの主題歌を担当するのは2011年に「Strong Heart」が関西テレビ・フジテレビ系ドラマ『HUNTER〜その女たち、賞金稼ぎ〜』の主題歌として使用されて以来、実に10年ぶりのことである。

## 収録曲
1. Can you feel my heart
2. Can you feel my heart ～Ballad ver.～